# Campeonato Mundial de Lucha de 1999
El LI Campeonato Mundial de Lucha se realizó en tres sedes diferentes: la lucha grecorromana en Atenas (Grecia) entre el 23 y el 26 de septiembre, la lucha libre masculina en Ankara (Turquía) entre el 7 y el 10 de octubre y la lucha libre femenina en Boden (Suecia) entre el 10 y el 12 de septiembre de 1999. Fue organizado por la Federación Internacional de Luchas Asociadas (FILA) y las correspondientes federaciones nacionales de los países sedes respectivos.

## Resultados

### Lucha grecorromana masculina
| Evento | Oro                          | Plata                         | Bronce                          |
| ------ | ---------------------------- | ----------------------------- | ------------------------------- |
| 54 kg  | Lázaro Rivas Scull · Cuba    | Ha Tae-Yeon Corea del Sur     | Alfred Ter-Mkrtchyan · Alemania |
| 58 kg  | Kim In-Sub Corea del Sur     | Yuri Melnichenko · Kazajistán | Armen Nazarian Bulgaria         |
| 63 kg  | Mjitar Manukian · Kazajistán | Şeref Eroğlu Turquía          | Mijael Beilin Israel            |
| 69 kg  | Son Sang-Pil Corea del Sur   | Alexandr Tretiakov · Rusia    | Vladimir Kopytov · Bielorrusia  |
| 76 kg  | Nazmi Avluca Turquía         | Yvon Riemer Francia           | Dimitrios Avramis · Grecia      |
| 85 kg  | Luis Enrique Méndez · Cuba   | Thomas Zander · Alemania      | Raatbek Sanatbayev · Kirguistán |
| 97 kg  | Gogui Koguashvili · Rusia    | Andrzej Wroński · Polonia     | Mikael Ljungberg · Suecia       |
| 130 kg | Alexandr Karelin · Rusia     | Héctor Milián Pérez · Cuba    | Serguei Mureiko Bulgaria        |

### Lucha libre masculina
| Evento | Oro                         | Plata                           | Bronce                        |
| ------ | --------------------------- | ------------------------------- | ----------------------------- |
| 54 kg  | Kim Woo-Yong Corea del Sur  | Adjamdzhon Achilov Uzbekistán   | Olexandr Zajaruk · Ucrania    |
| 58 kg  | Harun Doğan Turquía         | Alireza Dabir Irán              | Damir Zajartdinov Uzbekistán  |
| 63 kg  | Elbrus Tedeyev · Ucrania    | Jang Jae-Sung Corea del Sur     | Ramil Islamov Uzbekistán      |
| 69 kg  | Daniel Igali · Canadá       | Lincoln McIlravy Estados Unidos | Yüksel Şanlı Turquía          |
| 76 kg  | Adam Saitiyev · Rusia       | Alexander Leipold · Alemania    | Adem Bereket Turquía          |
| 85 kg  | Yoel Romero Palacio · Cuba  | Jadzhimurad Magomedov · Rusia   | Leslie Gutches Estados Unidos |
| 97 kg  | Saguid Murtazaliyev · Rusia | Alireza Heidari Irán            | Marek Garmulewicz · Polonia   |
| 130 kg | Stephen Neal Estados Unidos | Andrei Shumilin · Rusia         | Abas Yadidi Irán              |

### Lucha libre femenina
| Evento | Oro                              | Plata                         | Bronce                        |
| ------ | -------------------------------- | ----------------------------- | ----------------------------- |
| 46 kg  | Patricia Saunders Estados Unidos | Zhong Xiue China              | Inga Karamchakova · Rusia     |
| 51 kg  | Seiko Yamamoto Japón             | Erica Sharp · Canadá          | Gao Yanzhi China              |
| 56 kg  | Anna Gomis Francia               | Mariko Shimizu Japón          | Gudrun Annette Høie · Noruega |
| 62 kg  | Ayako Shoda Japón                | Meng Lili China               | Lotta Andersson · Suecia      |
| 68 kg  | Sandra Bacher Estados Unidos     | Anita Schätzle · Alemania     | Anna Shamova · Rusia          |
| 75 kg  | Kyoko Hamaguchi Japón            | Kristie Marano Estados Unidos | Christine Nordhagen · Canadá  |

## Medallero
| Núm. | País           | Oro | Plata | Bronce | Total |
| ---- | -------------- | --- | ----- | ------ | ----- |
| 1    | Rusia          | 4   | 3     | 2      | 9     |
| 2    | Estados Unidos | 3   | 2     | 1      | 6     |
| 3    | Corea del Sur  | 3   | 2     | 0      | 5     |
| 4    | Cuba           | 3   | 1     | 0      | 4     |
| 4    | Japón          | 3   | 1     | 0      | 4     |
| 6    | Turquía        | 2   | 1     | 2      | 5     |
| 7    | Canadá         | 1   | 1     | 1      | 3     |
| 8    | Francia        | 1   | 1     | 0      | 2     |
| 8    | Kazajistán     | 1   | 1     | 0      | 2     |
| 10   | Ucrania        | 1   | 0     | 1      | 2     |
| 11   | Alemania       | 0   | 3     | 1      | 4     |
| 12   | China          | 0   | 2     | 1      | 3     |
| 12   | Irán           | 0   | 2     | 1      | 3     |
| 14   | Uzbekistán     | 0   | 1     | 2      | 3     |
| 15   | Polonia        | 0   | 1     | 1      | 2     |
| 16   | Bulgaria       | 0   | 0     | 2      | 2     |
| 16   | Suecia         | 0   | 0     | 2      | 2     |
| 18   | Bielorrusia    | 0   | 0     | 1      | 1     |
| 18   | Grecia         | 0   | 0     | 1      | 1     |
| 18   | Israel         | 0   | 0     | 1      | 1     |
| 18   | Kirguistán     | 0   | 0     | 1      | 1     |
| 18   | Noruega        | 0   | 0     | 1      | 1     |
|      | TOTAL          | 22  | 22    | 22     | 66    |